# 魏雷
魏雷（1531年—？），字子鳴，號草石，湖廣德安府隨州應山縣人，民籍，明朝政治人物。

## 生平
嘉靖三十七年（1558年）戊午科湖廣鄉試第八十八名舉人，隆慶五年（1571年）中式辛未科會試第一百九十七名，二甲第三十三名進士。吏部觀政，授南京工部主事，萬曆四年（1576年）升郎中，六年升广东肇庆府知府，七年考察降调。

## 家族
曾祖魏堅；祖父魏化陽；父魏嘉會，歲貢生。嫡母劉氏；生母陳氏。永感下。弟魏雲。